# メヌエット (ペツォールト)
『メヌエット』は、クリスティアン・ペツォールト（Christian Petzold）の作曲による鍵盤楽器のための2曲の小品を指す。
- ト長調（BWV Anh. 114）
- ト短調（BWV Anh. 115）

演奏会などでは一緒に演奏されることが多い。近年音楽学者のハンス＝ヨアヒム・シュルツェらによってペツォールトの作であると結論付けられている。
なおヨハン・ゼバスティアン・バッハが「アンナ・マクダレーナ・バッハの音楽帳」（2度目の妻アンナ・マクダレーナに贈った）に2曲を収めたが、そこでは真の作曲者であるペツォールトの名前を伏せている。これが原因となり長年ヨハン・ゼバスティアン・バッハの作曲だと見なされており、「バッハのメヌエット」の名で親しまれた。
ト長調のほうは後にアメリカ合衆国のソングライター、サンディ・リンザー&デニー・ランドルによって「ラヴァーズ・コンチェルト」のタイトルでポピュラー・ソングにもなっている。

## この曲が使われた作品など
- 実況おしゃべりパロディウス - コナミ（現・コナミデジタルエンタテインメント）から発売されたシューティングゲーム。ステージ3のBGMとしてアレンジされたものが使用されている。
- 太鼓の達人 - ナムコ（現・バンダイナムコエンターテインメント）から発売された音楽ゲーム。「メヌエット」のタイトルでアレンジされたものが収録されている。
- ノスタルジア - コナミデジタルエンタテインメントにより稼働されている音楽ゲーム。演奏時間が1分10秒と全曲中2番目に短い。
- とんがりボウシと魔法の365にち - コナミデジタルエンタテインメントから発売されたコミュニケーションゲーム。アレンジされたものがBGMとして使用されている。
- evio - トミー（現・タカラトミー）から発売されたヴァイオリン型電子玩具。別売りソフト「コンチェルトセレクション」に収録されている。なお、出典は「J.S.バッハ」となっている。
- 音楽ファンタジー・ゆめ - NHK教育テレビジョンの「母と子のテレビタイム」枠にて放送されたCGアニメーションのクラシック音楽ミニ番組。1992年9月28日放送の第25回「メヌエット」で使用されている。但しこの頃の作曲者クレジットは、ヨハン・ゼバスティアン・バッハである。